# Guy Smallman
Guy Smallman ist ein britischer Fotojournalist.
Bei den Protesten in Genf gegen den G8-Gipfel in Évian-les-Bains 2003 wurde Smallman am 1. Juni 2003 durch eine Schockgranate der Polizei am linken Bein schwer verletzt. Die Granate zerriss das Gewebe bis zum Knochen. Am 20. November 2009 wurde ihm in seinem Prozess gegen den Kanton Genf vom Schweizer Bundesgericht der Anspruch auf Schmerzensgeld zugesprochen.
2009 besuchte er als einziger westlicher Journalist das afghanische Dorf Garani, bei dem der gleichnamige Luftangriff stattfand.
Mit Kate Mara produzierte er den Film „Into the Fire: the Hidden Victims of Austerity in Greece“, der die Situation von Flüchtlingen in Griechenland beschreibt.